# Coupe COSAFA 2016
Navigation
2015 2017
La Coupe COSAFA 2016 est la seizième édition de cette compétition organisée par la COSAFA. Tous les matchs se jouent à Windhoek en Namibie

## Participants
Pour cette seizième édition, c'est la RD Congo, membre de l'UNIFFAC qui est invitée à participer à la COSAFA Cup, pour pallier le forfait des Comores. En tant que pays organisateur, la Namibie entre en lice en quarts de finale, indépendamment de son classement FIFA.
| Nation                      | Classement FIFA | Débute                       |
| --------------------------- | --------------- | ---------------------------- |
| Malawi                      | 107             | En phase de groupe           |
| Angola                      | 121             | En phase de groupe           |
| Zimbabwe                    | 127             | En phase de groupe           |
| Eswatini                    | 134             | En phase de groupe           |
| Madagascar                  | 138             | En phase de groupe           |
| Lesotho                     | 148             | En phase de groupe           |
| Maurice                     | 154             | En phase de groupe           |
| Seychelles                  | 178             | En phase de groupe           |
| RD Congo (invité)           | 51              | Directement en 1/4 de finale |
| Namibie (pays organisateur) | 136             | Directement en 1/4 de finale |
| Afrique du Sud              | 70              | Directement en 1/4 de finale |
| Zambie                      | 78              | Directement en 1/4 de finale |
| Botswana                    | 91              | Directement en 1/4 de finale |
| Mozambique                  | 101             | Directement en 1/4 de finale |

## Phase de qualification
Les vainqueurs de chaque groupe se qualifient pour la phase finale. La Namibie, le Botswana, la Zambie, le Mozambique, l'Afrique du Sud et la République démocratique du Congo sont qualifiés directement pour les quarts de finale.

### Groupe A
| Rang | Équipe     | Pts | J | G | N | P | Bp | Bc | Diff |  | Résultats (▼ dom., ► ext.) |  |     |     |     |
| ---- | ---------- | --- | - | - | - | - | -- | -- | ---- |  | -------------------------- |  | --- | --- | --- |
| 1    | Eswatini   | 7   | 3 | 2 | 1 | 0 | 7  | 2  | +5   |  | Eswatini                   |  | 2-2 | 1-0 | 4-0 |
| 2    | Zimbabwe   | 5   | 3 | 1 | 2 | 0 | 7  | 2  | +5   |  | Zimbabwe                   |  |     | 0-0 | 5-0 |
| 3    | Madagascar | 4   | 3 | 1 | 1 | 1 | 1  | 1  | 0    |  | Madagascar                 |  |     |     | 1-0 |
| 4    | Seychelles | 0   | 3 | 0 | 0 | 3 | 0  | 10 | -10  |  | Seychelles                 |  |     |     |     |

### Groupe B
| Rang | Équipe  | Pts | J | G | N | P | Bp | Bc | Diff |  | Résultats (▼ dom., ► ext.) |  |     |     |     |
| ---- | ------- | --- | - | - | - | - | -- | -- | ---- |  | -------------------------- |  | --- | --- | --- |
| 1    | Lesotho | 9   | 3 | 3 | 0 | 0 | 6  | 0  | +6   |  | Lesotho                    |  | 1-0 | 3-0 | 2-0 |
| 2    | Malawi  | 6   | 3 | 2 | 0 | 1 | 4  | 1  | +3   |  | Malawi                     |  |     | 1-0 | 3-0 |
| 3    | Maurice | 3   | 3 | 1 | 0 | 2 | 2  | 4  | -2   |  | Maurice                    |  |     |     | 2-0 |
| 4    | Angola  | 0   | 3 | 0 | 0 | 3 | 0  | 7  | -7   |  | Angola                     |  |     |     |     |

## Phase finale
|  | Quarts de finale                 | Quarts de finale                 | Quarts de finale                 | Quarts de finale                 |                                  |                                  | Demi-finales       | Demi-finales       | Demi-finales                  | Demi-finales                  |                               |                               | Finale             | Finale             | Finale             | Finale             |
|  |                                  |                                  |                                  |                                  |                                  |                                  |                    |                    |                               |                               |                               |                               |                    |                    |                    |                    |
|  | 18 juin à Windhoek               | 18 juin à Windhoek               | 18 juin à Windhoek               | 18 juin à Windhoek               |                                  |                                  | 22 juin à Windhoek | 22 juin à Windhoek | 22 juin à Windhoek            | 22 juin à Windhoek            |                               |                               | 25 juin à Windhoek | 25 juin à Windhoek | 25 juin à Windhoek | 25 juin à Windhoek |
|  | 18 juin à Windhoek               | 18 juin à Windhoek               | 18 juin à Windhoek               | 18 juin à Windhoek               |                                  |                                  | 22 juin à Windhoek | 22 juin à Windhoek | 22 juin à Windhoek            | 22 juin à Windhoek            |                               |                               | 25 juin à Windhoek | 25 juin à Windhoek | 25 juin à Windhoek | 25 juin à Windhoek |
|  | Afrique du Sud                   | Afrique du Sud                   | 2                                | 2                                |                                  |                                  | 22 juin à Windhoek | 22 juin à Windhoek | 22 juin à Windhoek            | 22 juin à Windhoek            |                               |                               | 25 juin à Windhoek | 25 juin à Windhoek | 25 juin à Windhoek | 25 juin à Windhoek |
|  | Afrique du Sud                   | Afrique du Sud                   | 2                                | 2                                |                                  |                                  | 22 juin à Windhoek | 22 juin à Windhoek | 22 juin à Windhoek            | 22 juin à Windhoek            |                               |                               | 25 juin à Windhoek | 25 juin à Windhoek | 25 juin à Windhoek | 25 juin à Windhoek |
|  | Lesotho                          | Lesotho                          | 1                                | 1                                |                                  |                                  | 22 juin à Windhoek | 22 juin à Windhoek | 22 juin à Windhoek            | 22 juin à Windhoek            |                               |                               | 25 juin à Windhoek | 25 juin à Windhoek | 25 juin à Windhoek | 25 juin à Windhoek |
|  | Lesotho                          | Lesotho                          | 1                                | 1                                | Afrique du Sud                   | Afrique du Sud                   | 5                  | 5                  |                               |                               |                               |                               | 25 juin à Windhoek | 25 juin à Windhoek | 25 juin à Windhoek | 25 juin à Windhoek |
|  | 18 juin à Windhoek               |                                  |                                  |                                  | Afrique du Sud                   | Afrique du Sud                   | 5                  | 5                  |                               |                               |                               |                               | 25 juin à Windhoek | 25 juin à Windhoek | 25 juin à Windhoek | 25 juin à Windhoek |
|  |                                  |                                  | Swaziland                        | Swaziland                        | 1                                | 1                                |                    |                    |                               |                               |                               |                               | 25 juin à Windhoek | 25 juin à Windhoek | 25 juin à Windhoek | 25 juin à Windhoek |
|  | Zambie                           | Zambie                           | Swaziland                        | Swaziland                        | 1                                | 1                                | 0                  | 0                  |                               |                               |                               |                               | 25 juin à Windhoek | 25 juin à Windhoek | 25 juin à Windhoek | 25 juin à Windhoek |
|  | Zambie                           | Zambie                           | 22 juin à Windhoek               |                                  |                                  |                                  | 0                  | 0                  |                               |                               |                               |                               | 25 juin à Windhoek | 25 juin à Windhoek | 25 juin à Windhoek | 25 juin à Windhoek |
|  | Swaziland                        | Swaziland                        | 1                                | 1                                |                                  |                                  |                    |                    |                               |                               |                               |                               | 25 juin à Windhoek | 25 juin à Windhoek | 25 juin à Windhoek | 25 juin à Windhoek |
|  | Swaziland                        | Swaziland                        | 1                                | 1                                | Afrique du Sud                   | Afrique du Sud                   | 3                  | 3                  |                               |                               |                               |                               |                    |                    |                    |                    |
|  | 18 juin à Windhoek               |                                  |                                  |                                  | Afrique du Sud                   | Afrique du Sud                   | 3                  | 3                  |                               |                               |                               |                               |                    |                    |                    |                    |
|  |                                  |                                  | Botswana                         | Botswana                         | 2                                | 2                                |                    |                    |                               |                               |                               |                               |                    |                    |                    |                    |
|  | Botswana                         | Botswana                         | Botswana                         | Botswana                         | 2                                | 2                                | 2                  | 2                  |                               |                               |                               |                               |                    |                    |                    |                    |
|  | Botswana                         | Botswana                         |                                  |                                  |                                  |                                  |                    |                    |                               |                               |                               |                               |                    |                    |                    |                    |
|  | Namibie                          | Namibie                          | 1                                | 1                                |                                  |                                  |                    |                    |                               |                               |                               |                               |                    |                    |                    |                    |
|  | Namibie                          | Namibie                          | 1                                | 1                                | Botswana                         | Botswana                         | 1                  | 1                  | Match pour la troisième place | Match pour la troisième place | Match pour la troisième place | Match pour la troisième place |                    |                    |                    |                    |
|  | 18 juin à Windhoek               |                                  |                                  |                                  | Botswana                         | Botswana                         | 1                  | 1                  | Match pour la troisième place | Match pour la troisième place | Match pour la troisième place | Match pour la troisième place |                    |                    |                    |                    |
|  |                                  |                                  | République démocratique du Congo | République démocratique du Congo | 0                                | 0                                |                    |                    | 25 juin à Windhoek            | 25 juin à Windhoek            | 25 juin à Windhoek            | 25 juin à Windhoek            |                    |                    |                    |                    |
|  | République démocratique du Congo | République démocratique du Congo | République démocratique du Congo | République démocratique du Congo | 0                                | 0                                | 1                  | 1                  | 25 juin à Windhoek            | 25 juin à Windhoek            | 25 juin à Windhoek            | 25 juin à Windhoek            |                    |                    |                    |                    |
|  | République démocratique du Congo | République démocratique du Congo |                                  |                                  |                                  |                                  |                    | 1                  |                               |                               | Swaziland                     | Swaziland                     | 1                  | 1                  |                    |                    |
|  | Mozambique                       | Mozambique                       | 0                                | 0                                |                                  |                                  |                    |                    |                               |                               | Swaziland                     | Swaziland                     | 1                  | 1                  |                    |                    |
|  | Mozambique                       | Mozambique                       | 0                                | 0                                | République démocratique du Congo | République démocratique du Congo | 0                  | 0                  |                               |                               |                               |                               |                    |                    |                    |                    |
|  |                                  |                                  |                                  |                                  |                                  |                                  |                    |                    |                               |                               |                               |                               |                    |                    |                    |                    |

| Vainqueur de la Coupe COSAFA 2016 : Afrique du Sud Quatrième titre |